# Tempestade perfeita
A expressão "tempestade perfeita"  é um calque morfológico  (do inglês perfect storm) que se refere à situação na qual  um evento, em geral não favorável,  é drasticamente agravado pela ocorrência de uma  rara combinação de circunstâncias, transformando-se em um desastre.A expressão também é usada para descrever um  fenômeno meteorológico de grande magnitude, resultante de uma inusitada confluência de fatores.
A partir dos anos 2000,   "tempestade perfeita" tornou-se quase um sinônimo de  "pior cenário possível" e foi  usada  à exaustão, no contexto da  crise financeiraEm razão do uso excessivo pela mídia, a expressão foi eleita, em  2007,  o principal clichê a ser evitado (ou, se possível, banido) da língua inglesa, segundo  a  Lake Superior State University.

## Origem
O Oxford English Dictionary registra o uso da expressão perfect storm desde 1718, embora nas citações mais antigas, tivesse o sentido de  "absoluto" ou "completo".
A expressão aparece no romance de  William Makepeace Thackeray,   Vanity Fair:
"Ouvi um colega do comércio de narração de histórias, em Nápoles,  pregando para um bando de  preguiçosos  honestos e inúteis   companheiros de praia, e demostrando tal fúria e paixão em relação aos vilões, cujas ações perversas ele descrevia e inventava, que o público não resistia e, com o poeta, todos juntos  explodiam num rugido de maldições e imprecações contra o monstro fictício da história, de modo que o chapéu foi rodado, e os bajocchi caíram dentro ele,  em meio a uma tempestade perfeita de simpatia." 
O primeiro uso da expressão no sentido  meteorológico ocorreu em 20 de março de 1936,  no jornal Port Arthur News, no Texas:
 "O serviço de meteorologia descreve a instabilidade como "a tempestade perfeita" desse tipo. Sete fatores estiveram envolvidos na cadeia de circunstâncias que causaram a inundação." 
Em 1993, o jornalista e escritor Sebastian Junger planejou escrever um livro sobre  a tempestade do Halloween de 1991. Durante suas pesquisas, ele conversou com   o meteorologista Robert Case,  antigo representante do   National Weather Service em  Boston  na época da tempestade. Case descreveu para  Junger a conjunção de três diferentes fenômenos que foi capaz de produzir o que Case chamou de  "situação perfeita" para a produção de uma tempestade:
- Ar quente de um sistema de baixa pressão vindo de uma direção
- Um fluxo de ar frio e seco gerado por uma alta pressão de outra direção
- Umidade tropical causada pelo furacão Grace

Junger anotou o uso de Case para a palavra  perfeita e cunhou a expressão tempestade perfeita , utilizada como  título de seu livro The Perfect Storm , lançado em  1997. O sucesso do livro fez com que a expressão fosse incorporada à cultura popular. Após o lançamento do filme  homônimo (2000),  adaptado do livro de Junger,  o uso da expressão se intensificou, aplicando-se a qualquer evento em que uma situação é drasticamente agravada em decorrência de uma  combinação excepcionalmente rara de circunstâncias.No entanto, segundo Case, esse tipo de convergência de fatores, embora incomum, não é  excepcionalmente raro ou único, apesar do sentido com que a expressão é comumente usada .